# Landtagswahlkreis Rhein-Sieg-Kreis II
Der Landtagswahlkreis Rhein-Sieg-Kreis II (Organisationsziffer 26) ist einer von derzeit 128 Wahlkreisen in Nordrhein-Westfalen, die jeweils einen mit der einfachen Mehrheit direkt gewählten Abgeordneten in den Landtag entsenden.
Zur Landtagswahl 2022 wurde der Wahlkreis neu zugeschnitten, er besteht nun aus den kreisangehörigen Städten und Gemeinden Bad Honnef, Königswinter, Meckenheim und Wachtberg sowie einem Teil von Hennef im Rhein-Sieg-Kreis.

## Landtagswahl 2022
Im Vergleich zur letzten Wahl 2017 gehört Sankt Augustin nun zum neuen Wahlkreis Rhein-Sieg-Kreis V, mit Ausnahme des Stadtteils Menden, der Teil des Wahlkreises Rhein-Sieg-Kreis IV geworden ist. Neu zum Wahlkreis 26 gekommen sind Meckenheim und Wachtberg (zuvor Wahlkreis Rhein-Sieg-Kreis III) sowie von Hennef die Stimmbezirke 112 (Westerhausen), 131 (Dambroich), 132 (Söven/Rott), 171 (Eichholz) und 172 (Dahlhausen/Eulenberg) (vorher Wahlkreis Rhein-Sieg-Kreis I).
Nachdem der Wahlkreis fünf Jahre keinen Abgeordneten hatte, konnte Jonathan Grunwald den neu zugeschnittenen Wahlkreis direkt gewinnen. Andreas Pinkwart schaffte über die FDP-Landesliste den Einzug, legte sein Mandat aber am 31. Dezember 2022 nieder.
| Direktkandidat         | Partei          | Erststimmen in % | Zweitstimmen in % |
| ---------------------- | --------------- | ---------------- | ----------------- |
| Jonathan Grunwald      | CDU             | 40,87 %          | 40,81 %           |
| Charlotte Echterhoff   | SPD             | 23,60 %          | 20,21 %           |
| Andreas Pinkwart       | FDP             | 7,77 %           | 7,39 %            |
| Anno Overath           | AfD             | 4,06 %           | 4,30 %            |
| Derya Gür-Seker        | B’90/Grüne      | 19,04 %          | 19,98 %           |
| Bastian Reichardt      | LINKE           | 1,63 %           | 1,64 %            |
| Jan-Hendrik Kohlmorgen | Die PARTEI      | 1,34 %           | 0,84 %            |
| Claus Plantiko         | Volksabstimmung | 0,38 %           | 0,20 %            |
| Heinz-Jürgen Hörster   | Die Basis       | 1,30 %           | 1,12 %            |
| -                      | Sonstige        | -                | 3,51 %            |

## Wahl 2017
| Direktkandidat           | Partei          | Erststimmen in % | Zweitstimmen in % |
| ------------------------ | --------------- | ---------------- | ----------------- |
| Andrea Milz              | CDU             | 43,7 %           | 36,5 %            |
| Denis Waldästl           | SPD             | 28,8 %           | 24,9 %            |
| Richard Ralfs            | B’90/Grüne      | 6,9 %            | 7,2 %             |
| Dagmar Ziegner           | FDP             | 12,4 %           | 16,6 %            |
| Dalmer Rouven            | Piraten         | 1,9 %            | 0,8 %             |
| Andreas Danne            | Die Linke       | 5,0 %            | 4,5 %             |
| Hans Günter Austria-Zink | Volksabstimmung | 1,3 %            | 0,2 %             |
|                          | AfD             | --               | 6,4 %             |
|                          | Sonstige        | --               | 2,9 %             |

Andrea Milz gewann das Direktmandat erneut und zog in den Landtag von Nordrhein-Westfalen ein, verzichtete am 29. Juni 2017 jedoch auf ihr Mandat, weil Ministerpräsident Armin Laschet sie am Tag danach zur Staatssekretärin für Sport und Ehrenamt in der Staatskanzlei ernannt hat. Für sie rückte Kirstin Korte aus Minden nach. Seitdem hatte der Wahlkreis keinen Abgeordneten mehr im Landtag.

## Wahl 2012
| Direktkandidat           | Partei          | Erststimmen in % | Zweitstimmen in % |
| ------------------------ | --------------- | ---------------- | ----------------- |
| Andrea Milz              | CDU             | 37,0 %           | 28,9 %            |
| Denis Waldästl           | SPD             | 32,7 %           | 31,6 %            |
| Joachim Langbein         | B’90/Grüne      | 11,8 %           | 12,3 %            |
| Gerhard Papke            | FDP             | 7,8 %            | 13,5 %            |
| Andreas Danne            | Die Linke       | 1,8 %            | 1,8 %             |
| Sebastian Glahn          | Piraten         | 7,3 %            | 7,2 %             |
| Manfred Rauw             | Freie Wähler    | 1,2 %            | 0,5 %             |
| Hans Günter Austria-Zink | Volksabstimmung | 0,2 %            | -,-               |
| Wolfgang Diron           |                 | 0,2 %            |                   |
|                          | Sonstige        |                  |                   |

Wie bei den Wahlen zuvor zog Gerhard Papke über die FDP-Landesliste in den Landtag ein.

## Wahl 2010
| Direktkandidat       | Partei          | Erststimmen in % | Zweitstimmen in % |
| -------------------- | --------------- | ---------------- | ----------------- |
| Andrea Milz          | CDU             | 43,2 %           | 39,2 %            |
| Beate Kummer         | SPD             | 32,0 %           | 26,9 %            |
| Joachim Langbein     | B’90/Grüne      | 11,9 %           | 14,1 %            |
| Gerhard Papke        | FDP             | 7,4 %            | 9,9 %             |
| Uwe Groeneveld       | Die Linke       | 3,8 %            | 4,0 %             |
| Olivia Hubricht      | pro NRW         | 1,1 %            | 1,2 %             |
| Karl-Heinz Weingartz | Volksabstimmung | 0,4 %            | 0,3 %             |
| Wolfgang Diron       | Soziale Mitte   | 0,3 %            | -                 |
| -                    | Sonstige        | -                | 4,4 %             |

Wie schon bei den beiden vorherigen Wahlen zog Gerhard Papke über die Landesliste der FDP in den Landtag ein.

## Wahl 2005
| Direktkandidat 2005         | Partei        | 2005 Stimmen in % | 2000 Stimmen in % |
| --------------------------- | ------------- | ----------------- | ----------------- |
| Andrea Milz                 | CDU           | 50,2              | 42,2              |
| Jochen Dieckmann            | SPD           | 30,8              | 35,0              |
| Gerhard Papke               | FDP           | 8,8               | 12,3              |
| Claudia Owczarczak-Borowski | GRÜNE         | 6,9               | 7,9               |
| Andreas Danne               | WASG          | 1,5               | -,-               |
| Sonja Bustin                | PDS           | 0,7               | 0,8               |
| Siegfried Schwabe           | REP           | 0,7               | 0,7               |
| Martin Richarz              | ödp           | 0,4               | -,-               |
|                             | UNABH. BÜRGER | -,-               | 0,4               |
|                             | PBC           | -,-               | 0,3               |
|                             | NPD           | -,-               | 0,3               |
|                             | Sonstige      | -,-               | 0,1               |

Jochen Dieckmann und Gerhard Papke zogen über die jeweiligen Landeslisten ihrer Parteien in den Landtag ein. Am 6. März 2007 legte Dieckmann sein Mandat nieder.

## Wahlkreissieger und Wahlkreisgebiet
| Jahr | Wahlkreisname                   | Gebiet | Direktmandat      | Partei |
| ---- | ------------------------------- | --- | ----------------- | ------ |
| 1947 | 22 Siegkreis-Süd                | Siegkreis (mit Siegburg, Troisdorf und Königswinter) | Konrad Adenauer   | CDU    |
| 1950 | 22 Siegkreis-Süd                | Siegkreis (mit Siegburg, Troisdorf und Königswinter) | Kurt Cornelius    | CDU    |
| 1954 | 22 Siegkreis-Süd                | Siegkreis (mit Siegburg, Troisdorf und Königswinter) | Kurt Cornelius    | CDU    |
| 1958 | 22 Siegkreis-Süd                | Siegkreis (mit Siegburg, Troisdorf und Königswinter) | Kurt Cornelius    | CDU    |
| 1962 | 22 Siegkreis-Süd                | Siegkreis (mit Siegburg, Troisdorf und Königswinter) | Hans Günter Hardt | CDU    |
| 1966 | 24 Siegkreis I                  | Siegkreis (mit Siegburg, Troisdorf und Königswinter) | Hans Günter Hardt | CDU    |
| 1970 | 24 Siegkreis I                  | Siegkreis (mit Siegburg, Troisdorf und Königswinter) | Helmut Loos       | CDU    |
| 1975 | 24 Rhein-Sieg-Kreis II          | Rhein-Sieg-Kreis (mit Siegburg, Troisdorf und Königswinter)                                                                                                   | Helmut Loos       | CDU    |
| 1980 | 28 Rhein-Sieg-Kreis II          | Bad Honnef, Königswinter, Sankt Augustin | Franz Riscop      | CDU    |
| 1985 | 28 Rhein-Sieg-Kreis II          | Bad Honnef, Königswinter, Sankt Augustin | Franz Riscop      | CDU    |
| 1990 | 28 Rhein-Sieg-Kreis II – Bonn I | Bad Honnef, Königswinter, Sankt Augustin, von Bonn-Beuel die Stadtteile Hoholz, Holtorf und Holzlar                                                           | Franz Riscop      | CDU    |
| 1995 | 28 Rhein-Sieg-Kreis II          | Bad Honnef, Königswinter, Sankt Augustin | Franz Riscop      | CDU    |
| 2000 | 28 Rhein-Sieg-Kreis II – Bonn I | Bad Honnef, Königswinter, Sankt Augustin, von Bonn-Beuel die Stadtteile Pützchen-Bechlinghoven, Holtorf, Holzlar, Hoholz, Küdinghoven, Ramersdorf, Oberkassel | Andrea Milz       | CDU    |
| 2005 | 26 Rhein-Sieg-Kreis II          | Bad Honnef, Königswinter, Sankt Augustin | Andrea Milz       | CDU    |
| 2010 | 26 Rhein-Sieg-Kreis II          | Bad Honnef, Königswinter, Sankt Augustin | Andrea Milz       | CDU    |
| 2012 | 26 Rhein-Sieg-Kreis II          | Bad Honnef, Königswinter, Sankt Augustin | Andrea Milz       | CDU    |
| 2017 | 26 Rhein-Sieg-Kreis II          | Bad Honnef, Königswinter, Sankt Augustin | Andrea Milz       | CDU    |
| 2022 | 26 Rhein-Sieg-Kreis II          | Bad Honnef, Königswinter, Meckenheim, Wachtberg, Hennef (Teile)                                                                                               | Jonathan Grunwald | CDU    |